# Burengera
Burengera är ett periodiskt vattendrag i Burundi.   Det ligger i provinsen Bururi, i den sydvästra delen av landet, 50 kilometer söder om huvudstaden Bujumbura.
Omgivningarna runt Burengera är en mosaik av jordbruksmark och naturlig växtlighet. Runt Burengera är det ganska tätbefolkat, med 207 invånare per kvadratkilometer.